# Barometr koniunktury
Barometr koniunktury, barometr koniunkturalny (ang. business cycle indicators) – narzędzie analizy ekonomicznej, dzięki któremu obserwować można bieżące wahania koniunktury i które umożliwia prognozowanie zmian w gospodarce.
Wskaźniki makroekonomiczne umożliwiają analizę sytuacji gospodarczej i prognozę przyszłych wyników. Jednym z zastosowań wskaźników ekonomicznych jest badanie cykli koniunkturalnych. Wskaźniki ekonomiczne obejmują różne indeksy, raporty oraz podsumowania wyników finansowych i gospodarczych. Barometry koniunktury stosowane są od co najmniej stu lat. Różnorodność wskaźników jest bardzo duża - znaczne różnice występują nawet pomiędzy wskaźnikami tworzonymi dla różnych gospodarek przez te same instytucje. Różnice takie występują również w składzie komponentów barometrów wyznaczanych dla polskiej gospodarki, takich jak np. Wyprzedzający Wskaźnik Koniunktury BIEC, Wskaźnik Wyprzedzający OECD, wskaźniki GUS Koniunktury w przemyśle, budownictwie, handlu i usługach, oraz Wskaźnik Koniunktury Konsumenckiej, wskaźniki koniunktury w sektorze przedsiębiorstw niefinansowych z badania NBP „Szybki Monitoring”.

## Konstrukcja
W Polsce badaniem koniunktury zajmuje się m.in. Instytut Badań nad Gospodarką Rynkową, który szacuje, jak i prognozuje dane (m.in. dotyczące PKB, popytu krajowego, inwestycji, zatrudnienia i bezrobocia) wykorzystywane przy sporządzaniu barometru koniunktury dla polskiej gospodarki.
Barometr (którego wartości publikowane są na łamach dziennika Rzeczpospolita) jest zbudowany w oparciu o trzy składniki:
- wskaźnik wyprzedzający koniunktury IBnGR (waga 30 procent),
- wskaźnik optymizmu konsumentów Ipsos (waga 30 procent),
- tygodniowy wskaźnik syntetyczny (waga 40 procent).

### Wskaźnik wyprzedzający koniunktury
Wskaźnik wyprzedzający koniunktury obliczany jest w cyklu miesięcznym na podstawie odpowiedzi ankietowanych przedsiębiorstw reprezentujących trzy sektory: przemysłowy, handlowo-usługowy oraz bankowy. Komponent ten odzwierciedla stronę podażową gospodarki.

### Wskaźnik optymizmu konsumentów
Wskaźnik optymizmu konsumentów obliczany również co miesiąc przez firmę badawczą Ipsos. Podstawą dla obliczeń wskaźnika są wyniki ankiet kierowanych do reprezentatywnej grupy 1000 Polaków w wieku powyżej 15 lat. Respondenci oceniają: sytuację gospodarczą kraju, osobistą sytuację materialną, poziom bezrobocia, inflację, skłonność do zakupów trwałych dóbr konsumpcyjnych i poziom oszczędności w ciągu ostatnich 12 miesięcy. Reprezentuje on stronę popytową.

### Tygodniowy wskaźnik syntetyczny
Tygodniowy wskaźnik syntetyczny jest wielkością wynikającą z sześciu wskaźników składowych:
- wartość indeksu giełdowego WIG20 (źródło: GPW SA); wskaźnik nastrojów inwestorów,
- procentowa zmiana podaży pieniądza M3 w porównaniu z poprzednim miesiącem (źródło: NBP),
- procentowa zmiana liczby mieszkań oddanych do użytku w stosunku do analogicznego miesiąca roku poprzedniego (źródło: GUS),
- procentowa zmiana średniej detalicznej ceny benzyny bezołowiowej Eurosuper 95 na stacjach benzynowych w całym kraju w porównaniu z poprzednim tygodniem (źródło: oprac. Reflex),
- wskaźnik nastrojów wśród niemieckich przedsiębiorców (źródło: Ifo), uwzględniany ze względu na silne powiązania naszej gospodarki z niemiecką,
- zmiana średniej stopy procentowej kredytów konsumpcyjnych w ROR z dwudziestu największych banków w Polsce (źródło: dziennik Rzeczpospolita).

Wszystkie składniki barometru koniunktury są standaryzowane tak, aby ich wartości zmieniały się w przedziale od minus 100 do plus 100. Połowa sumy iloczynów wag, parametrów standaryzujących i wartości komponentów dodana do liczby 1000 stanowi wartość barometru koniunktury IBnGR. Taka konstrukcja stanowi analogię do barometru meteorologicznego. Wskazania barometru koniunkturalnego zawierają się w przedziale 950 - 1050. Odczyty barometru koniunktury poniżej 1000 punktów świadczą o niekorzystnej sytuacji gospodarczej, analogicznie jak w przypadku barometru mierzącego ciśnienie atmosferyczne. Kiedy jego wskazania są niższe niż 1000 hPa, wówczas mamy niż, zatem niepogodę. Jeżeli wartość barometru koniunktury jest wyższa od 1000, w gospodarce panuje dobra sytuacja - analogią jest słoneczna pogoda, kiedy wszyscy czują się dobrze.

## Wskaźniki ISM i PMI
Obecnie najczęściej śledzonymi przez analityków wskaźnikami koniunktury są: ISM (dla gospodarki amerykańskiej) i PMI (dla wielu gospodarek).

### ISM
ISM - wskaźnik publikowany przez Institute for Supply Management (Instytut Zarządzania Podażą), który przeprowadza ankietę wśród menedżerów 370 przedsiębiorstw. Ich odpowiedzi w większości o charakterze ‘tak/nie’ pozwalają wyliczyć wartość wskaźnika. Wartością odniesienia dla ISM jest liczba 50. Jeżeli ISM jest wyższy od 50, oznacza wzrost aktywności gospodarczej, a poniżej tej granicy jej spadek.
Na ISM składa się 9 komponentów, z czego część opisuje sferę usług i tworzy indeks ISM Services Non-Manufacturing, a część sferę przetwórstwa przemysłowego (indeks ISM Manufacturing). Informacja o usługach jest bardzo istotna z uwagi na to, że udział usług w tworzeniu PKB USA to ok. 68%.
Od 2008 roku ankieta służąca do wyliczenia indeksu dotyczy 5 sfer działania przedsiębiorstwa: Nowe zamówienia, Poziom produkcji, Wielkość zatrudnienia, Poziom dostaw, Poziom zapasów (New Orders, Production, Employment, Supplier Deliveries, Inventories). Dla każdej z nich tworzony jest osobny indeks cząstkowy i dopiero one służą do wyznaczenia indeksu ISM dla usług i przetwórstwa przemysłowego. Niektóre z tych wskaźników cząstkowych są korygowane o wahania sezonowe, co pozwala wykluczyć cykliczne zmiany.
Oba wskaźniki ISM opisują łącznie ponad 95% gospodarki amerykańskiej i prezentują jej stan niemal na bieżąco, bo publikowane są już na początku miesiąca za miesiąc poprzedni. Jak pokazuje doświadczenie, kierunki zmian wskazań ISM (wzrosty/spadki) dobrze pokrywają się z publikowanymi później zmianami PKB.

### PMI
PMI (ang. Purchasing Managers' Index) - wskaźniki te są konstruowane analogiczne do wskaźników ISM dla opisu aktywności gospodarczej w różnych krajach (w tym w Europie) i w gospodarce globalnej. Wskaźniki PMI publikowane przez agencję Markit, która przeprowadza ankietę wśród managerów ds. zakupów w firmach (stąd nazwa Purchasing Managers' Index, Indeks Menedżerów ds. Logistyki) i podobnie jak w ankiecie ISM pyta o Nowe zamówienia, Poziom produkcji, Wielkość zatrudnienia, Poziom dostaw, Poziom zapasów.
Najbardziej popularne indeksy sektorowe to np. PMI-Services (usługi) oraz PMI-Manufacturing (przetwórstwo przemysłowe). Wartość progowa indeksów PMI, oddzielająca wzrost aktywności od jej spadku, określona jest na poziomie 50 pkt.
PMI jest tworzony osobno dla każdego kraju europejskiego, a metodologia obliczania indeksu jest różna dla różnych krajów, tak aby najdokładniej oddawać lokalną sytuację gospodarczą. Oprócz tego publikowane są również wskaźniki PMI obejmujące całą strefę euro i Unię Europejską.
Wskaźniki PMI i ISM są bardzo podatne na nastroje respondentów, stąd czasem ich wskazania mogą się istotnie odchylać od publikowanych później twardych danych opisujących aktywność danego sektora.